# Gerald Götting
Gerald Götting (9 de junio de 1923 - 19 de mayo de 2015) fue un político democristiano alemán que desempeñó su carrera en la República Democrática Alemana (RDA).

## Biografía
Götting nació en Nietleben, en la provincia prusiana de Sajonia, hoy parte de Halle/Saale. Durante la Segunda Guerra Mundial, sirvió en el Reichsarbeitsdienst, una organización auxiliar de apoyo y suministro, y más tarde en la Wehrmacht. Fue retenido brevemente como prisionero de guerra por las fuerzas estadounidenses en 1945.
En 1946, Götting se unió a la Unión Demócrata Cristiana de la zona de ocupación soviética. Luego pasó dos años en la Universidad Martín Lutero de Halle-Wittenberg, donde estudió estudios alemanes, historia y filología.
En 1949, Götting se convirtió en Secretario General de la CDU y, después del establecimiento de la República Democrática Alemana (RDA), fue elegido miembro de la Cámara del Pueblo, el cuerpo legislativo de la Alemania Oriental, en el que sirvió durante los próximos cuarenta años. Partidario fiel de la colaboración con el Partido Socialista Unificado de Alemania (SED), Götting ayudó durante los años 50 a expulsar a los miembros de la CDU que no estaban dispuestos a someterse al gobierno comunista.
Con los años, Götting llegó a ocupar una serie de posiciones influyentes dentro del Estado de Alemania Oriental: de 1949 a 1963, se desempeñó como Presidente del grupo parlamentario de la CDU en la Cámara del Pueblo; de 1958 a 1963 fungió como vice primer ministro de la RDA; y de 1963 a noviembre de 1989 se desempeñó como Vicepresidente del Consejo de Estado, un puesto equivalente en rango a la vicepresidencia de la RDA. Götting también se desempeñó como Presidente de la Cámara del Pueblo de 1969 a 1976 y como Vicepresidente de la misma de 1969 a 1989. Finalmente, Götting fue elegido Presidente de la CDU en el congreso de 1966. Como presidente, trabajó en estrecha colaboración con los otros partidos que formaron el Frente Nacional. Durante su liderazgo en el partido, publicó folletos que exploraban la relación entre el cristianismo y el socialismo.
Götting ocupó otros puestos en la sociedad de Alemania del Este. De 1961 a 1969, Götting fue Vicepresidente de la Sociedad Alemana-Africana, y desde 1963 fue miembro del Comité Albert Schweitzer. Visitó dos veces a Schweitzer, reuniones que grabó y publicitó en su libro "Begegnungen mit Albert Schweitzer". En 1976, Götting fue elegido Presidente de la Liga de la Amistad del Pueblo de la RDA.
El 2 de noviembre de 1989, pocos días antes de la caída del Muro de Berlín, Götting se vio obligado a renunciar como presidente de la CDU. Cinco días después renunció también a su cargo como miembro del Consejo de Estado. En diciembre, Götting fue arrestado, para luego ser liberado en febrero de 1990.
El 19 de mayo de 2015, Götting murió en Berlín, a los 91 años.